# یواس‌اس کترون (ای‌پی‌ای-۷۱)
یواس‌اس کترون (ای‌پی‌ای-۷۱) (به انگلیسی: USS Catron (APA-71)) یک کشتی بود که طول آن ۴۲۶ فوت (۱۳۰ متر) بود. این کشتی در سال ۱۹۴۴ ساخته شد.